# Amphibromus nervosus
Amphibromus nervosus là một loài thực vật có hoa trong họ Hòa thảo. Loài này được (Hook. f.) Druce mô tả khoa học đầu tiên năm 1917.